# Règim senyorial
El règim senyorial o senyoriu és una manera d'organització social que es va desenvolupar en l'època medieval a Europa, sobretot a Espanya. Es tracta d'una institució semblant al feudalisme, encara que amb certes diferències, i fou abolida al segle xix.